# Аргуэльес, Александр
Алекса́ндр Аргуэ́льес (род. 30 апреля 1964, Чикаго) — американский знаток изучения иностранных языков. Он известен не только своими успехами как полиглот, но и советами и рекомендациями по самостоятельному изучению языков.

## Образование
Профессор Агруэльс получил степень бакалавра в 1986, в Колумбийском университете и докторскую степень в 1994 в университете Чикаго, где он работал вместе с Иоанн Кулиану и Уэнди Донигер. Он продолжил свои исследования в Свободном университете Берлина и стал профессором Хандонского Всеобщего Университета в Южной Корее. Так же он работал в Американском Университете Наук и Технологий в Бейруте и Новом колледже Калифорнии в Сан-Франциско. Сейчас он работает в Сингапуре специалистом по лингвистике в области преподавания, изучения, оценке, а также консультантом в отделе прикладной лингвистики в департаменте Регионального Языкового Центра в Южно азиатском Министерстве Образовательной Организации (SEAMEO-RELC).

## Полиглот
Вместе с другими известными полиглотами (Эмил Кребс, Гарольд Вильямс, Като Ломб) Аргуэльес утверждает, что можно освоить большое количество языков на достаточно высоком уровне.
Процесс изучения языка по методу профессора Аргуэльеса состоит из трёх идей: стандартное обучение, погружение и самостоятельная работа над изучением (самостоятельное обучение). Будучи студентом университета, он посещал уроки французского, немецкого, испанского, латинского, греческого, санскрита, старофранцузского, готского, древневерхненемецкого и древнескандинавского языков. Он утверждает, что овладел свободной разговорной речью на шведском, нидерландском, и итальянском за время пребывания в этих странах с целью проведения исследований в Европе. Португальский язык освоил в процессе общения с бразильскими студентами, русский — в течение месячного пребывания, и корейский с арабским — за год жизни в Южной Корее и Ливане. В течение первого времени жизни в Корее он также увлёкся интенсивным одновременным самостоятельным освоением большого числа других языков, включая ирландский, персидский, хинди, турецкий и суахили. Примерно с 2000 года вместо изучения новых языков он сосредоточился на более глубоком изучении уже освоенных. По состоянию на 10 сентября 2011 года при чтении на 20 из тех языков, которыми он владеет лучше всего, ему знакомо более 99 % лексики на средней странице литературы, при чтении на 7 языках — 98 %, а при чтении ещё на 16 — от 93 % до 98,66 %. На страницах «The Guardian» указывалось 50 как число языков, которыми владеет профессор Аргуэльес.

## Техника
Профессор Аргуэльес не разделяет точку зрения, что существует единственно правильный метод изучения языков. Только систематическая, дисциплинированная и тщательная работа на протяжении долгого времени — путь к успеху. Среди прочих техник он выделяет «подсознательную работу» — непрерывное слушание и проговаривание вместе с записанными аудиотекстами в процессе прогулок или даже просто сидя дома. И техника «скрипториум» — чтение вслух вместе с записыванием транскрипции текста от руки. В своих советах и методиках он отдает предпочтение старинным и традиционным материалам, предпочитая их современным публикациям. В терминах тайм менеджмента он рекомендует непрерывное, полное погружение, вместо традиционного почасового изучения языка.